# TUI (azienda)
TUI AG (abbreviazione di Tourism Union International) è un gruppo industriale di turismo tedesco, con sede nella città di Hannover, nato dalla Preussag AG nel giugno 2002. A 2014, era la più grande compagnia di viaggi e turismo del mondo, e possiede agenzie di viaggio, hotel, compagnie aeree, navi da crociera e negozi al dettaglio. Il gruppo possiede sei compagnie aeree europee e diversi tour operator con sede in Europa.
TUI è quotata congiuntamente alla Borsa di Francoforte e alla Borsa di Londra come componente dell'indice FTSE 100.
Nel 2007 la divisione turismo di TUI AG si è fusa con la First Choice Holidays PLC dando vita alla TUI Travel.
A settembre del 2018, fu incorporato il sito Musement, un servizio di prenotazione e di suggerimenti di divertimento/viaggio globale e multilingue, nato nel 2013 coi venture capital ricevuti da 360 Capital Partners e da Italian Angels for Growth. Acquisita la piattaforma Triposo ad ottobre del 2017, il sito aveva iniziato a proporre pacchetti che comprendevano visite guidate, divertimenti notturni, esperienze enogastronomiche, posizionandosi nel mercato diretto di Viator, della berlinese GetYourGuide e della statunitense Peek.com.

## Elenco parziale delle organizzazioni

### OTA
- TUI Musement

### Compagnie aeree
- Corsair International
- TUI Airways
- TUI fly Belgium
- TUI fly Deutschland
- TUI fly Netherlands
- TUI fly Nordic

### Compagnie di navigazione
- TUI Cruises
- Marella Cruises

### Tour Operator
- 1-2-Fly
- First Choice
- Jumpstreet Tours
- Kras
- Nazar Nordic
- Sunjets.be
- Sunwing Travel Group
- TCS World Travel
- TUI Baltics
- TUI Belgium
- TUI Danmark
- TUI Deutschland
- TUI Holidays Ireland
- TUI Netherlands
- TUI Norge
- TUI Suisse
- TUI Suomi
- TUI Sverige
- TUI UK
- VIP Selection
- VTB Reizen
- Wolters Reisen